# 오일러-하이젠베르크 라그랑지언
물리학에서 오일러-하이젠베르크 라그랑지언(영어: Euler–Heisenberg Lagrangian)은 진공에서의 전자기장의 비선형 역학을 기술하며, 결과적으로 비선형 전기역학의 한 예시이다. 이는 베르너 하이젠베르크와 한스 하인리히 오일러에 의해 1936년에 처음으로 얻어졌다. 진공을 매질로 취급함으로써, 이는 양자 전기역학(QED) 빛 상호작용 과정의 비율을 예측한다.

## 물리학
이것은 한 루프까지의 진공 편극을 고려하며, 역전자 질량에 비해 천천히 변하는 전자기장에 유효하다.
{\displaystyle {\mathcal {L}}=-{\mathcal {F}}-{\frac {1}{8\pi ^{2}}}\int _{0}^{\infty }\exp \left(-m^{2}s\right)\left[(es)^{2}{\frac {\operatorname {Re} \cosh \left(es{\sqrt {2\left({\mathcal {F}}+i{\mathcal {G}}\right)}}\right)}{\operatorname {Im} \cosh \left(es{\sqrt {2\left({\mathcal {F}}+i{\mathcal {G}}\right)}}\right)}}{\mathcal {G}}-{\frac {2}{3}}(es)^{2}{\mathcal {F}}-1\right]{\frac {ds}{s^{3}}}.}
여기서 m은 전자 질량이고, e는 전자 전하이다. {\displaystyle {\mathcal {F}}={\frac {1}{2}}\left(\mathbf {B} ^{2}-\mathbf {E} ^{2}\right)} 이고, {\displaystyle {\mathcal {G}}=\mathbf {E} \cdot \mathbf {B} } 이다.
약한 장 한계에서, 이는 다음과 같이 된다.
{\displaystyle {\mathcal {L}}={\frac {1}{2}}\left(\mathbf {E} ^{2}-\mathbf {B} ^{2}\right)+{\frac {2\alpha ^{2}}{45m^{4}}}\left[\left(\mathbf {E} ^{2}-\mathbf {B} ^{2}\right)^{2}+7\left(\mathbf {E} \cdot \mathbf {B} \right)^{2}\right].}
이는 QED에서의 광자-광자 산란을 기술한다. 로버트 카플러스와 모리스 노이만은 전체 진폭을 계산했는데, 이는 매우 작다.

## 실험
감마선의 델브뤼크 산란은 1953년 로버트 윌슨에 의해 관측되었다. 강한 자기장에서의 광자 분할은 2002년에 측정되었다.
빛-빛 산란은 LHC에서 충돌하는 하드론의 강한 전자기장을 사용하여 연구될 수 있으며, 2019년 ATLAS 공동 연구단에 의해 관측이 보고되었다.
PVLAS는 자기장을 통과하는 레이저 빔의 진공 편극을 조사하여 액시온 암흑 물질의 효과를 감지하려고 한다. 아직 신호는 발견되지 않았으며 계속 탐색 중이다. CERN의 OSQAR 또한 진공 복굴절을 연구하고 있다.
2016년 이탈리아, 폴란드, 영국의 천문학자 팀은 중성자별(펄사 RX J1856.5-3754)에서 방출되는 빛의 관측을 보고했다. 이 별은 매우 강한 자기장(1013 G)으로 둘러싸여 있으며, 오일러-하이젠베르크 라그랑지언으로 기술되는 진공 편극으로 인해 복굴절이 예상된다. 약 16%의 편광도가 측정되었으며, 이는 "QED에 의해 예측된 진공 복굴절의 존재를 뒷받침하기에 충분히 크다"고 주장되었다. 판 등의 연구자들은 별 모델의 낮은 정확도와 중성자 자기화 축의 방향 때문에 결과가 불확실하다고 지적했다.
2021년 7월, 상대론적 중이온 충돌기의 STAR 실험에서 진공 복굴절의 첫 관측이 보고되었으며, 브라이트-휠러 과정도 연구되었지만 증거만 보고되었다.
2022년 5월, IXPE의 첫 연구에서 4U 0142+61에서의 진공 복굴절 가능성이 시사되었다.

## 같이 보기
- 복굴절
- 원형 이색성
- 카이랄 자기 효과
- 슈윙거 한계
- 슈윙거 효과
- 윌링 퍼텐셜
- 전기 편극
- 커 효과